# Universair
Universair era uma companhia aérea espanhola com sede na Palma de Maiorca.

## História
A Universair foi fundada em 1986 como uma companhia aérea charter pelo Matutes Group. Em 16 de outubro de 1992. Se fundiu com a Alisarda para formar a Meridiana.

## Frota

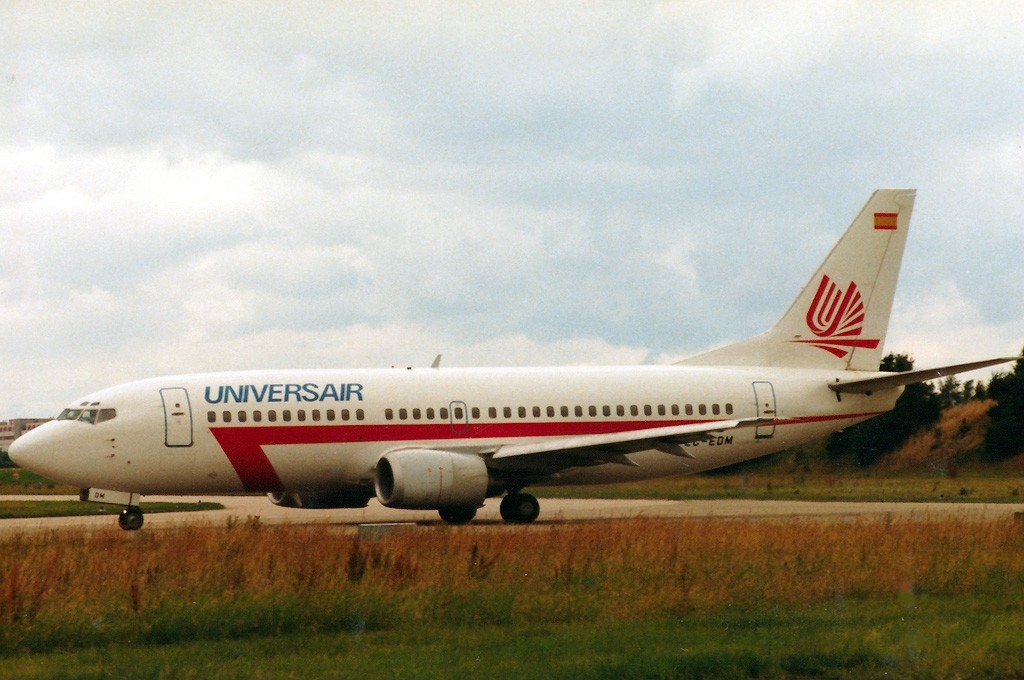
Um Boeing 737-300 da Universair

A frota da Universair consistia nas seguintes aeronaves:
| Aeronaves               | Em Serviço | Ordens | Passageiros | Notas |
| ----------------------- | ---------- | ------ | ----------- | ----- |
| Boeing 737-300          | 3          | –      | TBA         |       |
| McDonnell Douglas MD-83 | 1          | –      | TBA         |       |
| Total                   | 4          | 0      |             |       |